# Silvergibbon
Silvergibbon, javanesisk gibbon eller silverfärgat gibbon (Hylobates moloch) är en art i familjen gibboner. Arten lever endemisk på ön Java.
Vanligen skiljs mellan två underarter:
- Hylobates moloch moloch, i Javas västra delar
- Hylobates moloch pongoalsoni, i öns centrala och östra delar

## Kännetecken
Liksom andra gibboner har den en smal kropp, långa främre extremiteter och ingen svans. Ansiktet är inramat av långa hår över ögonen och ett skägg. Bägge kön är nästan lika stora men skiljer sig något i pälsfärgen. Hos honor är huvudets ovansida och buken mera svartaktig. Hannar har bara svarta nyanser vid dessa ställen.

## Utbredning och habitat
Arten förekommer bara i västra och centrala delar av den indonesiska ön Java. Där lever den främst djup inne i regnskogen. På grund av människans utbredning på ön är levnadsområdet förminskade och delad i flera regioner.

## Levnadssätt
Individer är aktiva på dagen och lever främst i träd. Med hjälp av de långa armarna klättrar de från gren till gren. Silvergibbon lever i par med stabila revir. De har läten som påminner om sång och som visar revirets läge. Oftast sjunger hannen och honan var för sig på morgonen. I motsats till andra gibboner sjunger silvergibboner inte i duett.
Födan utgörs huvudsakligen av frukter men de äter även blad, blommor och ibland smådjur.

## Fortplantning
Ungefär var tredje år föder honan ett ungdjur. Dräktigheten varar i cirka sju månader och efter födelsen dias ungdjuret cirka ett och ett halvt år. Ungen är efter ungefär åtta år könsmogen. Ungarnas päls har ungefär samma färgsättning som vuxna individers päls men är något ljusare. Unga honor saknar de svartaktiga ställen.

## Hot
Arten är en av de mest hotade primaterna. I levnadsområdet finns flera av människans samhällen och därför är populationen uppdelad i flera från varandra avskilda grupper. Enligt uppskattningar finns inte mer än 2 000 individer. IUCN listar arten som starkt hotad (endangered). I Indonesien förekommer silvergibboner som sällskapsdjur. Ofta dödas de vuxna djuren när ett ungdjur ska göras till husdjur. I flera djurparker påbörjades avelsprogram för att säkra artens bestånd.